# Нуејго (Мичиген)
Нуејго (енгл. Newaygo) град је у америчкој савезној држави Мичиген. По попису становништва из 2010. у њему је живело 1.976 становника.

## Демографија
Према попису становништва из 2010. у граду је живело 1.976 становника, што је 306 (18,3%) становника више него 2000. године.
| Група             | 2000.         | 2010.         |
| Белци             | 1.560 (93,4%) | 1.749 (88,5%) |
| Афроамериканци    | 4 (0,2%)      | 18 (0,9%)     |
| Азијати           | 2 (0,1%)      | 13 (0,7%)     |
| Хиспаноамериканци | 80 (4,8%)     | 145 (7,3%)    |
| Укупно            | 1.670         | 1.976         |